# Оробейко Іван Сергійович
Іван Сергійович Оробейко (біл. Іван Сяргеевіч Арабейка; нар. 26 березня 1942, с. Хмелеве, Жабинківський район, Берестейська область, БРСР, СРСР) — білоруський поет.

## Біографія

### Раннє життя
Іван Сергійович народився у селі Хмелеве Жабинківського району Берестейської області у селянській родині. 

### Освіта і робота
1964 р. закінчив хімічно-технологічний факультет Білоруського національного технічного університету. Три роки працював на склозаводі «Нёман». З 1968 р. у Бресті — майстер зміни на заводах збірного залізобетону (1968 — 1969), газової апаратури (1971 — 1973), викладач інженерно-будівничого інституту (1969 — 1970), головний інженер спецкомбінату комунально-побутового обслуговування (1973 — 1975). З 1975 р. — старший експерт Берестейського відділення Ґандльово-промислової палати БРСР. Член Союзу письменників СРСР з 1979 року.

### Творчість
Дебютував з віршем 1963 року. Автор збірок поезії «Услід за сонцем» (1972), «Осінній район» (1978).

### Наші дні
Онука Івана Оробейки Яна Оробейко була затримана 12 листопада 2020 року в межах кримінальної справи за ст. 342 Кримінального кодексу Білорусі разом з 10 іншими активістами студентського руху. Визнана політичною ув'язненою.

## Визнання
Лауреат Літературної премії імені Володимира Колесніка (2012) за книгу віршів «Сказати хочу».